# Lenguas tuparí
La subfamilia de lenguas tuparí es un conjunto de 5 lenguas indígenas de América habladas en Brasil. Una lengua del grupo se halla extinguida. Es una subfamilia del tronco tupí, la de mayor extensión geográfica en el territorio de América del Sur.
| Lengua     | Cobertura geográfica                                   | N.º estimado de hablantes | Código ISO/DIS 639-3 |
| ---------- | ------------------------------------------------------ | ------------------------- | -------------------- |
| Kepkiriwát | Rondônia (Brasil)                                      | Extinta                   | [kpn]                |
| Makuráp    | Rondônia (Brasil)                                      | 110 (1995)                | [mpu]                |
| Sakirabiá  | Río Mequens, Rondônia (Brasil)                         | 23 (2005)                 | [skf]                |
| Tuparí     | Río Branco (tributario del Guaporé), Rondônia (Brasil) | 56 (1997) 300 (2000)      | [tpr]                |
| Wayoró     | Río Guaporé, Rondônia (Brasil)                         | 80 (2000)                 | [wyr]                |

## Descripción
Las rama tuparí de la familia tupí ha sido estudiada recientemente, habiéndose llegado a establecer correspondencias fonéticas regulares dentro de la familia y habiéndose llegado a reconstruir una fracción de léxico apreciable de proto-tuparí.